# Baretta
Baretta è una serie televisiva statunitense di genere poliziesco, trasmessa dalla ABC per 4 stagioni dal 1975 al 1978.
La serie sostituì, all'inizio del 1975 e per una manciata di episodi, un'altra serie televisiva della ABC, Toma, andata in onda per una sola stagione (nel 1973-1974) e che stava avendo un buon successo, ma che aveva visto l'addio del protagonista Tony Musante. L'ABC pensò quindi di reinventare la serie, continuando nel genere poliziesco: spostò l'azione da New York a Los Angeles, (al 53º distretto di Polizia), aumentò la violenza negli episodi, ma soprattutto modificò la figura del protagonista, che divenne l'italoamericano Tony Baretta, interpretato da Robert Blake.

## Trama
Baretta è un poliziotto dall'aspetto trasandato e lontano dai classici prototipi di detective e poliziotti proposti sul piccolo e grande schermo: gira in t-shirt e jeans, spesso con uno stuzzicadenti in bocca. Vive in una stanza d'albergo, assieme al suo pappagallo bianco Fred. Il mondo che frequenta è quella della criminalità di strada: spacciatori, prostitute, informatori: come il detective Toma, protagonista della serie a cui s'ispira Baretta, fa del travestimento uno dei suoi punti di forza nella lotta al crimine.

## Episodi
| Stagione         | Episodi | Prima TV originale | Prima TV Italia |
| ---------------- | ------- | ------------------ | --------------- |
| Prima stagione   | 12      | 1975               | 1983            |
| Seconda stagione | 21      | 1975-1976          | 1984            |
| Terza stagione   | 25      | 1976-1977          | 1985            |
| Quarta stagione  | 24      | 1977-1978          | 1986            |

## Guest star
Nell'arco delle quattro stagioni sono state molte le guest star che si sono avvicendate: Tom Atkins, Neville Brand, Joan Collins, Gary Busey, Erik Estrada, Shelley Duvall, Michael V. Gazzo, Tommy Lee Jones, Dennis Quaid, Joe Santos, Tom Skerritt, Madeleine Stowe, Burt Young.

## Colonna sonora
Famoso il tema musicale che accompagna i titoli, Keep Your Eye on the Sparrow, dapprima solo strumentale poi cantato da Sammy Davis Jr.

## Riconoscimenti
Per il ruolo del protagonista Tony Baretta, Robert Blake ha vinto un Golden Globe per il miglior attore in una serie drammatica nel 1976 e un Emmy Award nel 1975.